# Međuspremnik preslika adresa
Međuspremnik preslika adresa (eng. Translation lookaside buffer, TLB) je priručna memorija koju se rabi radi smanjivanja vremena potrebno pristupu korisničke memorijske lokacije. 
Ovo je 32-bitni priručni međuspremnik za prevođenje adresa čija je namjena cjelokupno spremanje fizičke adrese i dijela logičke adrese.
Dio je čipove jedinice upravljanja memorijom (MMU), koja je odgovorna za preslikavanje virtualnih u fizičke adrese. MMU se služi TLB-om radi ubrzanje postupaka preslikavanja. U situaciji kad traženo preslikavanje (prevođenje) nije pronađeno u meduspremniku ("TLB miss"), mora ga se pronaći u glavnoj memoriji.
Kod današnjih računala, hijerarhija priručne memorije obično sadrži
ove razine priručne memorije:
- priručna memorija prve razine (engl. level 1 (L1) cache)[4]
- međuspremnik preslika adresa (engl. translation lookaside buffer - TLB)[4]
- priručna memorija druge razine (engl. level 2 (L2) cache)[4]
- priručna memorija treće razine (engl. level 3 (L3) cache)[4]

Višejezgreni procesori imaju više procesora kod kojih svaki ima vlastiti međuspremnik preslika adresa i priručne memorije prve i druge razine.